# Chodaków (gromada)
Chodaków – dawna gromada, czyli najmniejsza jednostka podziału terytorialnego Polskiej Rzeczypospolitej Ludowej w latach 1954–1972.
Gromady, z gromadzkimi radami narodowymi (GRN) jako organami władzy najniższego stopnia na wsi, funkcjonowały od reformy reorganizującej administrację wiejską przeprowadzonej jesienią 1954 do momentu ich zniesienia z dniem 1 stycznia 1973, tym samym wypierając organizację gminną w latach 1954–1972.
Gromadę Chodaków z siedzibą GRN w Chodakowie utworzono – jako jedną z 8759 gromad na obszarze Polski – w powiecie sochaczewskim w woj. warszawskim, na mocy uchwały nr VI/10/4/54 WRN w Warszawie z dnia 5 października 1954. W skład jednostki weszły obszary dotychczasowych gromad Chodaków (Kolonia)(), Nowa Wieś, Ostrzeszewo, Zarzecze i Zwierzyniec oraz wieś Kistki z dotychczasowej gromady Kistki ze zniesionej gminy Chodaków w tymże powiecie.
13 listopada 1954, po pięciu tygodniach, gromadę Chodaków zniesiono w związku z nadaniem jej statusu osiedla (1 stycznia 1967 Chodaków otrzymał prawa miejskie a 1 stycznia 1977 miasto włączono do Sochaczewa).